# 比亞瓦河 (納雷夫河支流)
53°10′42″N 23°01′38″E / 53.178333°N 23.027222°E

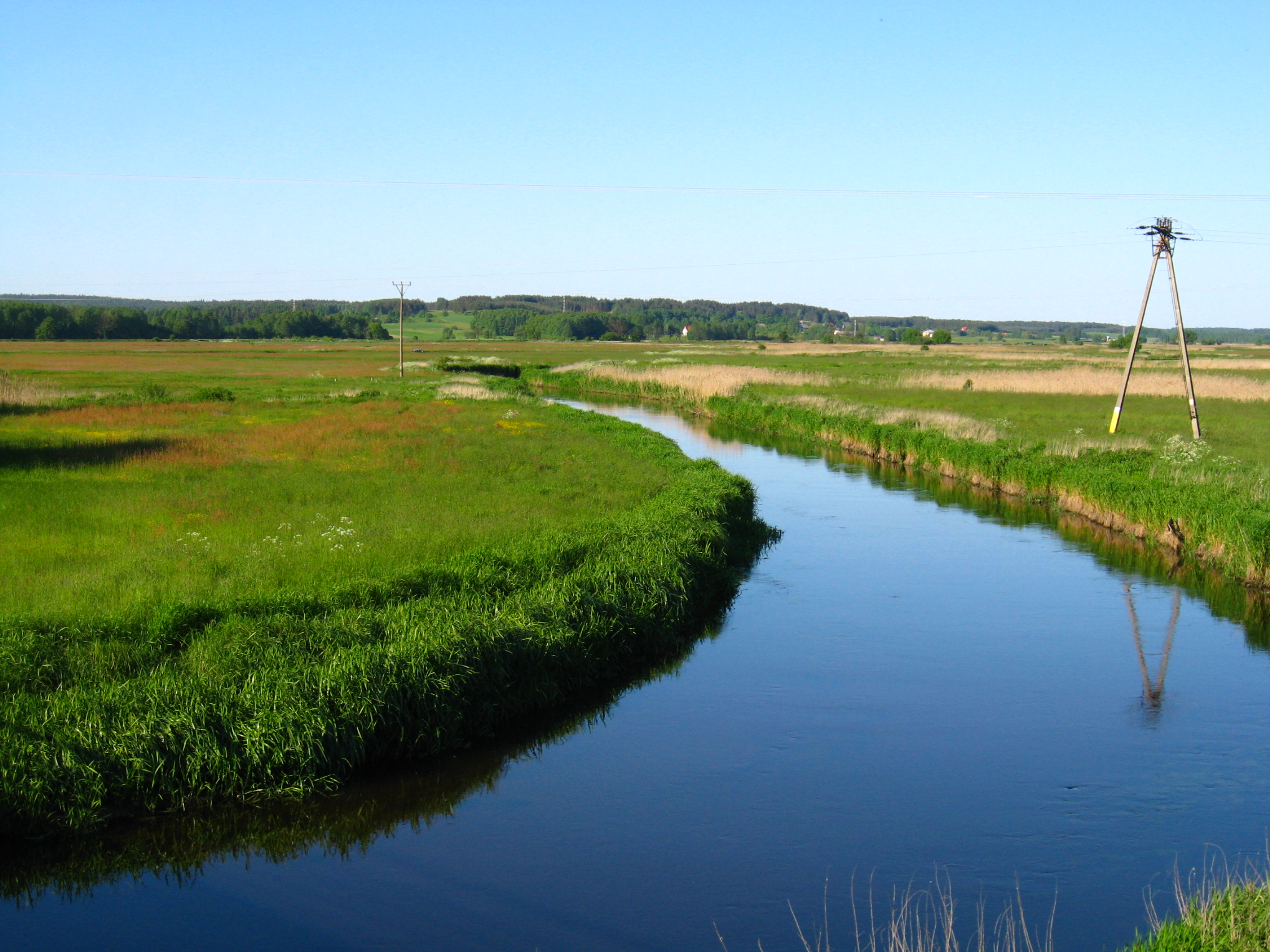

比亞瓦河是波蘭的河流，位於該國東部，處於波德拉謝省，屬於納雷夫河的支流，河道全長94公里，流域面積1,844平方公里，河畔城鎮有比亞維斯托克。